# Parigi-Bruxelles 2005
La Parigi-Bruxelles 2005, ottantacinquesima edizione della corsa, valida come evento dell'UCI Europe Tour 2005 categoria 1.HC, si svolse il 10 settembre 2005 su un percorso di 219 km. Fu vinta dall'australiano Robbie McEwen, che terminò la gara in 4h 51' 39" alla media di 45,05 km/h.
Furono 50 i ciclisti che portarono a termine la competizione.

## Ordine d'arrivo (Top 10)
| Pos. | Corridore          | Squadra      | Tempo    |
| ---- | ------------------ | ------------ | -------- |
| 1    | Robbie McEwen      | Davitamon    | 4h51'39" |
| 2    | Stefan van Dijk    | Mr Bookmaker | s.t.     |
| 3    | Jean-Patrick Nazon | AG2R Prév.   | s.t.     |
| 4    | Niko Eeckhout      | Ch. Jacques  | s.t.     |
| 5    | Igor Astarloa      | Barloworld   | s.t.     |
| 6    | Jon Bru            | Kaiku        | s.t.     |
| 7    | Ruggero Marzoli    | Acqua & Sap. | s.t.     |
| 8    | Igor Abakoumov     | Jartazi      | s.t.     |
| 9    | Alain van Katwijk  | Shimano      | s.t.     |
| 10   | Sjef De Wilde      | Bodysol      | s.t.     |